# Johannes Grape
Johannes Grape (* 25. Februar 1870; † 11. Februar 1940 in Großkühnau) war ein deutscher evangelischer Pfarrer und Heimatforscher in Großkühnau.

## Leben
Grape war von 1897 bis 1928 Pfarrer in Großkühnau. Unter seiner Leitung wurde die Parochie Großkühnau-Ziebigk selbständig. Am 21. Juli 1928 wurde er, nach 31 Jahren Wirkens in Großkühnau und Ziebigk, an die Kirche St. Nikolai in Zerbst berufen.
Im Jahre 1904 erschien in Dessau das von Grape verfasste Buch 900 Jahre Anhaltische Dorfgeschichte – Bilder aus der Vergangenheit von Großkühnau und Ziebigk, in dem er Beiträge zur Heimatgeschichte und zur anhaltischen Landeskunde aufzeichnete. Grape konnte sich dabei auf Aufzeichnungen des Lehrers und Kantors Theodor Hecht aus Großkühnau stützen.
Sein Grabstein befindet sich noch heute an der Christuskirche in Ziebigk.